# Daniela Müller (Kirchenhistorikerin)
Daniela Müller (* 10. Juli 1957 in Aschaffenburg) ist eine deutsche katholische Theologin und Kirchenhistorikerin, die seit 2001 in den Niederlanden, seit 2009 an der Radboud-Universität Nijmegen, lehrt. Sie hat zahlreiche Publikationen zum Thema Ketzerei und Dissidenz veröffentlicht und 2014 eine Reihe zum Thema Christentum und Dissidenz initiiert.

## Leben
Nach dem Studium der Germanistik, Geschichte und der Katholischen Theologie in Würzburg, Bonn und Rom arbeitete sie als wissenschaftliche Assistentin am Institut für Deutsche Rechtsgeschichte und Kirchenrecht der Universität Würzburg bei Winfried Trusen. 1986 promovierte sie über die Ekklesiologie der Albigenser in Dogmatik und Dogmengeschichte, 1996 folgte die Habilitation in diesen Fächern, mit der erweiterten venia legendi für Kirchliche Rechtsgeschichte. Ab 1986 war sie Mitglied im wissenschaftlichen Beirat des Centre d’Études Cathares in Carcassonne. Als Privatdozentin war sie Mitarbeiterin am DFG-Projekt Die Entstehung des öffentlichen Strafrechts und am DFG-Graduiertenprojekt Die Wahrnehmung der Geschlechterdifferenz in religiösen Symbolsystemen.
Ab 1998 war sie Gastprofessorin für Kirchliche Rechtsgeschichte an der Universität Münster. 2001 wurde sie Professorin für Kirchengeschichte an der Katholieke Theologische Universiteit in Utrecht, die zum 1. Januar  2007 mit der Universität Tilburg fusioniert wurde, wo sie als Professorin für Kirchen- und Theologiegeschichte lehrte. Seit 2009 ist sie Professorin für Kirchengeschichte und Kanonisches Recht sowie für Geschichte des Christentums an der Fakultät für Philosophie, Theologie und Religionswissenschaften der Radboud-Universität Nijmegen. 2012 war sie Mitbegründerin von CIRCAED (Collectif International de Recherche sur le Catharisme et les Dissidences) in Toulouse und 2014 des Center of Catholic Studies: Historical and Systematic Perspectives an der Fakultät der Philosophie, Theologie und Religionswissenschaften der Radboud-Universität Nijmegen. Zusammen mit Studenten hat sie im Rahmen eines Valorisierungsprojektes die Website Imagining the Inquisition erarbeitet. Dabei geht es um das Bild und die  Darstellung der Inquisition in Filmen.
Ihre Arbeits- und Forschungsschwerpunkte liegen auf dem Gebiet der Häresieforschung und der Vernetzung von (kirchlichem) Recht und Theologie. Ausgangspunkt ihrer Forschung ist die Vernetzung historischer, theologischer und rechtlicher Aspekte. Dabei liegt ihr Fokus auf der Interaktion der miteinander konkurrierenden Interpretationsmodelle im Christentum, so dass Orthodoxie und Heterodoxie nicht als striktes „Gegenüber“, sondern als kontinuierlicher Prozess in der Lehrentwicklung des Christentums erscheinen. Die Debatten um die unterschiedliche Auslegung der Lehre stellen sich so als Motor in der Entwicklung der geistigen Kultur Europas dar, lange vor der Aufklärung.

## Veröffentlichungen (Auswahl)
- Frauen vor der Inquisition. Lebensform, Glaubenszeugnis und Aburteilung der deutschen und französischen Katharerinnen (Veröffentlichungen des Instituts für Europäische Geschichte Mainz, Abt. Abendländische Religionsgeschichte, hrsg. von G. May, Bd. 166), Mainz 1996.
- Ketzer und Ketzerverfolgung. In: G. Gersmann/K. Moeller/J.-M. Schmitt (Hrsg.): Lexikon zur Geschichte der Hexenverfolgung.[4]
- Schuld und Sünde, Sühne und Strafe. Strafvorstellungen der mittelalterlichen Kirche und ihre rechtlichen Konsequenzen (Schriftenreihe des Zentrums für rechtswissenschaftliche Grundlagenforschung Würzburg, Band 1), Baden-Baden 2009.
- Gott und seine zwei Frauen. Der Teufel bei den Katharern. In: Interdisziplinäre Hexenforschung online. Nr. 3, 2011: Teuflische Beziehungen – teuflische Gestalten. Der dämonische Kontrapunkt des Hexenglaubens.[5]
- Ketzer und Kirche. Beobachtungen aus zwei Jahrtausenden. (=Christentum und Dissidenz, Band 1), Münster 2014.
- Frauen und Häresie. Europas christliches Erbe (Christentum und Dissidenz 2), Münster 2015.
- The Making of a Cathar Counter-Church, the 'Ecclesia dei', through the Consolamentum Ritual (Baptism of the Holy Spirit). In: Bibliothèque de la Revue d'Histoire Ecclésiastique 106, 2020, S. 119–161.